# Dirección General de Comercio Internacional e Inversiones
La Dirección General de Comercio Internacional e Inversiones (DGCII) es el órgano directivo del Ministerio de Economía, Comercio y Empresa, adscrito a la Secretaría de Estado de Comercio, que se centra en el ámbito institucional y financiero de las relaciones comerciales bilaterales de España con el resto del mundo.

## Historia
Esta Dirección General nace en el año 1996, tras la refundición de las direcciones generales de Economía Internacional y Transacciones Exteriores, de Inversiones Exterores, y de Política Comercial en una sola denominada Dirección General de Política Comercial e Inversiones Exteriores.
En el año 2000 se renombran numerosos órganos del ámbito comercial, pasando la Dirección General de Política Comercial e Inversiones Exteriores a denominarse Dirección General de Comercio e Inversiones. La DGCII se encontraba enmarcada en la Secretaría General de Comercio Exterior de la Secretaría de Estado de Comercio y Turismo y se organizaba con la misma estructura que ahora, si bien con pequeñas variaciones en las denominaciones de algunas subdirecciones generales.
En 2004 se adscribió al Ministerio de Industria y, en 2014, se renombró como Dirección General de Comercio Internacional e Inversiones al considerar «que refleja mucho mejor las funciones que tiene encomendadas».
Entre 2014 y 2017 llegó a tener once subdirecciones generales (de Política Comercial con Europa y Productos Industriales, de Política Comercial con Europa, Asia y Oceanía, de Política Comercial con Iberoamérica y América del Norte, de Política Comercial con Países Mediterráneos, África y Oriente Medio, de Comercio Internacional de Productos Agroalimentarios, de Comercio Internacional de Servicios e Inversiones, de Política Arancelaria y de Instrumentos de Defensa Comercial, de Fomento Financiero de la Internacionalización y de Comercio Internacional de Material de Defensa y Doble Uso).
En junio de 2018, restablecida la autonomía del Ministerio de Industria, se reorganizó el área comercial, pasando algunas de sus competencias a la Dirección General de Política Comercial y Competitividad o directamente a la Secretaría de Estado de Comercio. Así, se estructuró mediante seis subdirecciones (de Asia, Europa no Unión Europea, y Oceanía, de Iberoamérica y América del Norte, de Países Mediterráneos, África y Oriente Medio, de Inversiones Exteriores, de Fomento Financiero de la Internacionalización, y de Oficinas Económicas y Comerciales en el Exterior y de Red Territorial de Comercio).
Durante los próximos años, al igual que el resto del área de comercio, se mantuvo estable en funciones y estructura. Cabe destacar que, desde finales de 2023, las competencias comerciales se hallan en el Ministerio de Economía, Comercio y Empresa y, si bien las subdirecciones generales han modificado su denominación —en muchos casos para simplificar el nombre—, la única novedad ha sido la creación de una nueva Subdirección General de Regulación de Inversiones, que concentró funciones regulatorias repartidas en otras subdirecciones.

## Funciones
La Dirección General ejerce las funciones que el encomienda el artículo 10 del Real Decreto 410/2024, de 23 de abril, y son:
1. La recopilación y tratamiento de la inteligencia económica y comercial generada por la Red de Oficinas Económicas y Comerciales y por la Red de Direcciones Territoriales y Provinciales de Comercio para la identificación las áreas geográficas y los sectores estratégicos donde existen oportunidades para las empresas españolas, sin perjuicio de las competencias de otros departamentos y organismos.
2. La definición del programa de trabajo que ha de desarrollar la Red de Oficinas Económicas y Comerciales en ejecución de la política de internacionalización de las empresas.
3. La participación y representación de los intereses españoles en la formulación de la política comercial bilateral de España con el resto del mundo, así como la contribución a la definición de la posición española en el Comité de Política Comercial de la Unión Europea y en otras instituciones internacionales en el ámbito del comercio internacional y las inversiones, sin perjuicio de las competencias de la Dirección General de Política Comercial.
4. La definición y seguimiento del marco estratégico de las relaciones comerciales y económicas entre España y el resto del mundo, orientando la actuación de las Oficinas Económicas y Comerciales y de las Direcciones Territoriales y Provinciales de Comercio en este ámbito.
5. La negociación de acuerdos bilaterales en materia de cooperación financiera o sectorial con terceros países.
6. La contribución a la identificación de proyectos y agendas de inversión y exportación en el exterior y a su estructuración financiera y su posterior seguimiento. El impulso de la identificación de oportunidades de inversión y exportación para las empresas españolas en mercados extranjeros.
7. La detección de obstáculos al comercio, a la inversión y a la contratación pública tanto en países terceros como en el mercado interior de la Unión Europea.
8. La definición, coordinación y gestión de las actividades empresariales que se organicen con ocasión de los viajes o visitas oficiales, sin perjuicio de las competencias atribuidas a otros departamentos ministeriales.
9. La organización de las comisiones mixtas, viajes, visitas y reuniones de alto nivel en el ámbito económico-comercial tanto en España como en el exterior. La elaboración de documentación y notas de posición de ámbito económico-comercial para reuniones, viajes y visitas de alto nivel.
10. La relación con las empresas y las asociaciones de exportadores para la divulgación y asesoramiento sobre su internacionalización y la maximización del aprovechamiento de las oportunidades de negocio en el exterior. La relación con las embajadas de terceros países en España para apoyar a las empresas españolas y defender sus intereses en su proceso de internacionalización.
11. La elaboración de los informes preceptivos en materia de movilidad económica internacional según lo previsto en la sección 2.ª, de Movilidad Internacional, del título V, de la internacionalización de la economía española, de la Ley 14/2013, de 27 de septiembre, de apoyo a los emprendedores y su internacionalización.
12. La autorización, control y seguimiento de las inversiones exteriores en los términos previstos en el Real Decreto 571/2023, de 4 de julio, sobre inversiones exteriores. A estos efectos, la persona titular de la Dirección General de Comercio Internacional e Inversiones ejerce la presidencia de la Junta de Inversiones Exteriores.
13. Ser el punto de contacto para la implementación del Reglamento (UE) 2019/452 del Parlamento Europeo y del Consejo, de 19 de marzo de 2019, por el que se establece un marco para el control de las inversiones extranjeras directas en la Unión, de acuerdo con su artículo 11. Designar al representante del Reino de España en el Grupo de Expertos sobre el control de las inversiones extranjeras directas en la Unión Europea y velar por el cumplimiento de las obligaciones de intercambio de información y de control de inversiones previstas en dicho reglamento, en coordinación con la Dirección General de Política Comercial.
14. La Secretaría del Punto Nacional de Contacto español para una Conducta Empresarial Responsable, que tiene por objetivo promocionar en España el cumplimiento de las Líneas Directrices de la Organización para la Cooperación y el Desarrollo Económico (OCDE) para Empresas Multinacionales sobre Conducta Empresarial Responsable y gestionar los mecanismos de reclamación establecidos en ellas.
15. El registro estadístico, en particular la gestión del Registro de Inversiones, y análisis de los flujos y stocks de inversiones extranjeras en España e inversiones españolas en el exterior.
16. El liderazgo, la coordinación y la participación en el grupo interministerial de seguimiento de la Agenda de Inversiones Global Gateway creado para la gestión de oportunidades de negocio con interés para las empresas españolas en el marco de la Agenda de Inversiones para América Latina y Caribe, incluyendo la identificación de proyectos y el diseño de agendas de inversión de ámbito comunitario en el exterior para su promoción, apoyo en su estructuración financiera y seguimiento.
17. La negociación, en su caso, de los tratados o convenios internacionales, bilaterales o multilaterales, relativos a la promoción y protección de las inversiones exteriores.
18. El diseño de la política en materia de mecanismos extrajudiciales de resolución de conflictos inversor-Estado.
19. El apoyo en los sistemas extrajudiciales de resolución de conflictos para las empresas exportadores e inversores en el exterior.
20. La elaboración de la normativa en materia de inversiones exteriores, previo informe de la Secretaría General del Tesoro y Financiación Internacional. La colaboración con otros órganos de la Administración General del Estado en materia de promoción de inversiones exteriores.
21. El análisis del impacto de las iniciativas normativas sobre los flujos de inversión.
22. La participación en la gestión o administración, según proceda, de los instrumentos que integran el sistema español de apoyo financiero oficial a la internacionalización de la empresa española.
23. La definición, así como la gestión o la participación en la administración, según proceda, al igual que la coordinación, supervisión y seguimiento de los instrumentos que integran el sistema español de apoyo financiero oficial a la internacionalización de la empresa española, y la coordinación, supervisión y seguimiento de la actividad de la Compañía Española de Seguros de Crédito a la Exportación (CESCE), de la Compañía Española de Financiación del Desarrollo (COFIDES) o de cualesquiera otras entidades gestoras de dichos instrumentos, al objeto de garantizar su coherencia con los objetivos de la política comercial española.
24. El seguimiento, negociación y representación española del apoyo financiero oficial a la internacionalización en los foros internacionales sobre crédito a la exportación, en especial en la OCDE y en la Unión Europea.
25. La gestión económico-financiera, técnica y retributiva de la Red de Oficinas Económicas y Comerciales en el Exterior; la inspección técnica y la evaluación de su funcionamiento, organización y rendimiento; la elaboración y desarrollo de acciones que permitan la mejora de dicha Red de Oficinas Económicas y Comerciales. Todo ello, sin perjuicio de las competencias atribuidas a otros órganos del departamento.
26. La coordinación de la Red de Direcciones Territoriales y Provinciales de Comercio y su gestión económico-financiera y técnica, su inspección técnica, la evaluación de su funcionamiento, organización y rendimiento, así como la elaboración y desarrollo de cuantas acciones permitan la mejora de dicha red, sin perjuicio de las competencias atribuidas a otros órganos del departamento.
27. Las demás que le atribuya la legislación vigente en materia de comercio internacional e inversiones.

## Estructura
Las funciones enumeradas en el apartado anterior son ejercidas por los órganos dependientes de la DGCII:
- La Subdirección General de Oficinas Económicas y Comerciales en el Exterior y de Red Territorial de Comercio, que asume las funciones incluidas en los puntos 25 e 26 del apartado anterior.
- La Subdirección General de Europa, Asia y Oceanía, que asume las funciones incluidas en los puntos 1, 2, 3, 4, 5, 6, 7, 8, 9, 10, 16, 19 y 22 del apartado anterior, en relación con los países de Europa, Asia y Oceanía.
- La Subdirección General de América, que asume las funciones incluidas en los puntos 1, 2, 3, 4, 5, 6, 7, 8, 9, 10, 16, 19 y 22 del apartado anterior, en relación con los países de Iberoamérica y América del Norte.
- La Subdirección General de Países Mediterráneos, África y Oriente Medio, que asume las funciones incluidas en los puntos 1, 2, 3, 4, 5, 6, 7, 8, 9, 10, 16, 19 y 22 del apartado anterior, en relación con los países mediterráneos, países de África y de Oriente Medio.
- La Subdirección General de Inversiones Exteriores, que asume las funciones incluidas en los puntos 11, 12, salvo lo relativo a la presidencia de la Junta de Inversiones Exteriores, y 13 del apartado anterior, así como la secretaría de la Junta de Inversiones Exteriores.
- La Subdirección General de Regulación de Inversiones, que asume las funciones incluidas en los puntos 15, 17, 18, 19, 20 y 21 del apartado anterior.
- La Subdirección General de Instrumentos Financieros para la Internacionalización, que asume las funciones incluidas en los puntos 22, 23 y 24 del apartado anterior.

## Presupuesto
La Dirección General de Comercio Internacional e Inversiones tiene un presupuesto asignado de 273 198 870 € para el año 2023. De acuerdo con los Presupuestos Generales del Estado para 2023, la DGCII participa en tres programas:
| N.º Programa                                             | Programa                                                         | Dotación      | Ref.   |
| -------------------------------------------------------- | ---------------------------------------------------------------- | ------------- | ------ |
| 421M                                                     | Dirección y Servicios Generales de Industria, Comercio y Turismo | 2 954 720 €   | [ 8 ]  |
| 431A                                                     | Promoción comercial e internacionalización de la empresa         | 266 401 920 € | [ 9 ]  |
| 431N                                                     | Ordenación del comercio exterior                                 | 3 842 230 €   | [ 10 ] |
| Total presupuesto de la Secretaría de Estado de Comercio | Total presupuesto de la Secretaría de Estado de Comercio         | 273 198 870 € |        |

## Titulares
- Alvaro Rengifo Abbad (1996-1999)
- Alicia Montalvo Santamaría (1999-2000)
- Luis Cacho Quesada (2000-2002)
- Enrique Alejo González (2002-2004)
- Óscar Vía Ozalla (2004-2008)
- Antonio Sánchez Bustamante (2008-2010)
- José Carlos García de Quevedo Ruiz (2010-2012)
- Antonio José Fernández-Martos Montero (2012-2016)[11][12]
- José Luis Káiser Moreiras (2016-2018)[13]
- María Paz Ramos Resa (2018-2022)[14][15]
- Verónica Samper Merino. Interina desde el 24 de agosto al 31 de agosto de 2022 como subdirectora general de Asia, Europa no Unión Europea y Oceanía.
- Alicia Rocío Varela Donoso (2022-present5[16]